# Guy Edwards
Guy Richard Goronwy Edwards (Macclesfield, 30 dicembre 1942) è un ex pilota automobilistico britannico.

## Carriera

### Gli inizi
Dopo un primo assaggio sui kart in giovane età, iniziò la carriera motoristica a metà degli anni sessanta con vetture di piccola cilindrata per passare poi nel campionato britannico di Formula 3 nel 1968. Nel 1969, grazie allo sponsor Tor Line passò alle vetture sport con una Chevron.
Negli anni seguenti proseguì senza grandi successi nelle corse sport fino al 1972 quando acquistò una McLaren M10 per cimentarsi nel campionato di Formula 5000. L'anno seguente, anche grazie al supporto finanziario della Barclays, corse con la Lola sia nel campionato per vetture sport che nella F5000, ben figurando in entrambi i campionati con due vittorie per parte.

### Tra Formula 1 e Formula 5000
Nel 1974, grazie anche ad alcuni sponsor, riuscì a farsi ingaggiare dal team Embassy Hill per correre in Formula 1 alla guida di una Lola T370. Anche a causa di una monoposto non di prim'ordine, Edwards non andò oltre un settimo posto ad Anderstorp nel Gran Premio di Svezia. Contemporaneamente continuò a correre anche in Formula 5000, in cui riuscì a vincere anche l'appuntamento di Mallory Park, ma in seguito a un incidente si ruppe il polso e la sua stagione terminò anticipatamente.
Per il 1975 si concentrò quindi soprattutto sulle competizioni di Formula 5000, che concluse al terzo posto pur senza vincere neanche una gara.
Ritornò in Formula 1 nel 1976 al volante di una Hesketh, ottenendo pochi risultati in gara. Partecipò però durante il Gran Premio di Germania al salvataggio di Niki Lauda; cosa che gli garantì la Queen's Gallantry Medal. Fece inoltre qualche saltuaria apparizione in Formula Shellsport, vincendo una gara sul circuito di Oulton Park.
Nel 1977 si iscrisse unicamente al Gran Premio di Gran Bretagna, senza prequalificarsi, al volante di una lenta Stanley-BRM.

#### Risultati in F1
| 1974 | Scuderia     | Vettura |    |     |  |    |    |   |   |     |    |  |    |  |  |  |  |  |  | Punti | Pos. |
| ---- | ------------ | ------- | -- | --- |  | -- | -- | - | - | --- | -- |  | -- |  |  |  |  |  |  | ----- | ---- |
| 1974 | Embassy Hill | T370    | 11 | Rit |  | NQ | 12 | 8 | 7 | Rit | 15 |  | NQ |  |  |  |  |  |  | 0     |      |

| 1976 | Scuderia | Vettura |  |  |  |  |    |  |  |     |    |    |  |  |    |    |  |  |  | Punti | Pos. |
| ---- | -------- | ------- |  |  |  |  | -- |  |  | --- | -- | -- |  |  | -- | -- |  |  |  | ----- | ---- |
| 1976 | Hesketh  | P308D   |  |  |  |  | NQ |  |  | Rit | 17 | 15 |  |  | NP | 20 |  |  |  | 0     |      |

| 1977 | Scuderia | Vettura |  |  |  |  |  |  |  |  |  |     |  |  |  |  |  |  |  | Punti | Pos. |
| ---- | -------- | ------- |  |  |  |  |  |  |  |  |  | --- |  |  |  |  |  |  |  | ----- | ---- |
| 1977 | BRM      | P207    |  |  |  |  |  |  |  |  |  | NPQ |  |  |  |  |  |  |  | 0     |      |

| Legenda | 1º posto     | 2º posto | 3º posto    | A punti         | Senza punti/Non class.  | Grassetto – Pole position Corsivo – Giro più veloce |
| Legenda | Squalificato | Ritirato | Non partito | Non qualificato | Solo prove/Terzo pilota | Grassetto – Pole position Corsivo – Giro più veloce |

### Dopo la F1

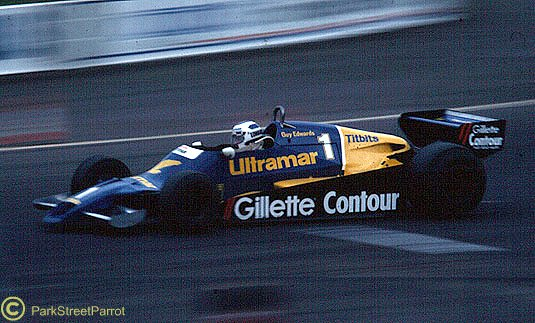
Edwards impegnato con una Arrows a Silverstone nel campionato 1980 di Formula Aurora

Passò alla Formula Aurora nel 1978, dove vinse in un paio di occasioni con una March: (Oulton Park e  Thruxton). L'anno seguente gareggiò con una Fittipaldi senza riportare successi, mentre nel 1980 vinse le gare di Brands Hatch, Oulton Park e Snetterton, su una Arrows.
Con la scomparsa di questo campionato passò definitivamente alle vetture sport vincendo nel 1981, al volante di una Lola dell'équipe GRID in coppia con Emilio de Villota, prima la Coppa Florio, poi la 1000 km de Brands Hatch. Nel 1982, passò al team ufficiale senza bissare i successi dell'anno precedente. Lo stesso anno fa il suo ritorno nella massima formula con la  March, quale direttore commerciale, ruolo che mantenne fino al 1985, dopo che la March, divenuta nel frattempo RAM, chiuse i battenti.
Continuò anche la carriera di pilota guidando tra il 1983 e il 1985 per John Fitzgerald nelle vetture sport una Porsche, andando a podio a Silverstone e Brands Hatch, e terminando quinto a Le Mans.
Dopo questi risultati abbandonò il volante per dedicarsi interamente alla ricerca di sponsor per le gare motoristiche.
Nel 1987, fece da mediatore nella trattativa che portò Castrol a sponsorizzare la Jaguar nel campionato IMSA, mentre l'anno seguente decise di tornare in pista nel campionato turismo britannico.
Nel 1992, fu assunto dalla Lotus, che si trovava in una situazione finanziaria difficile, come direttore marketing, svolgendo un ruolo attivo nella ricerca di sponsor per il 1993. Nel 1994 abbandonò la scuderia che dopo poco chiuse i battenti.

## Parentela
Guy Edwards è il padre di Sean, anch'egli pilota automobilistico, deceduto il 15 ottobre 2013 durante una lezione di guida a bordo di una Porsche 996.